# Penrhyn (đảo san hô vòng)
Penrhyn (hay Tongareva, Māngarongaro, Hararanga, Te Pitaka) là một đảo san hô vòng trong cụm bắc quần đảo Cook. Đây là đảo cực bắc trong quần đảo, cách đảo chính Rarotonga 1.365 km (848 mi) về phía bắc-đông bắc, vĩ tuyến thứ 9 dưới đường xích đạo. Những đảo gần nhất là Rakahanga và Manihiki, cách chừng 350 kilômét (220 mi) về phía tây nam.

## Địa lý

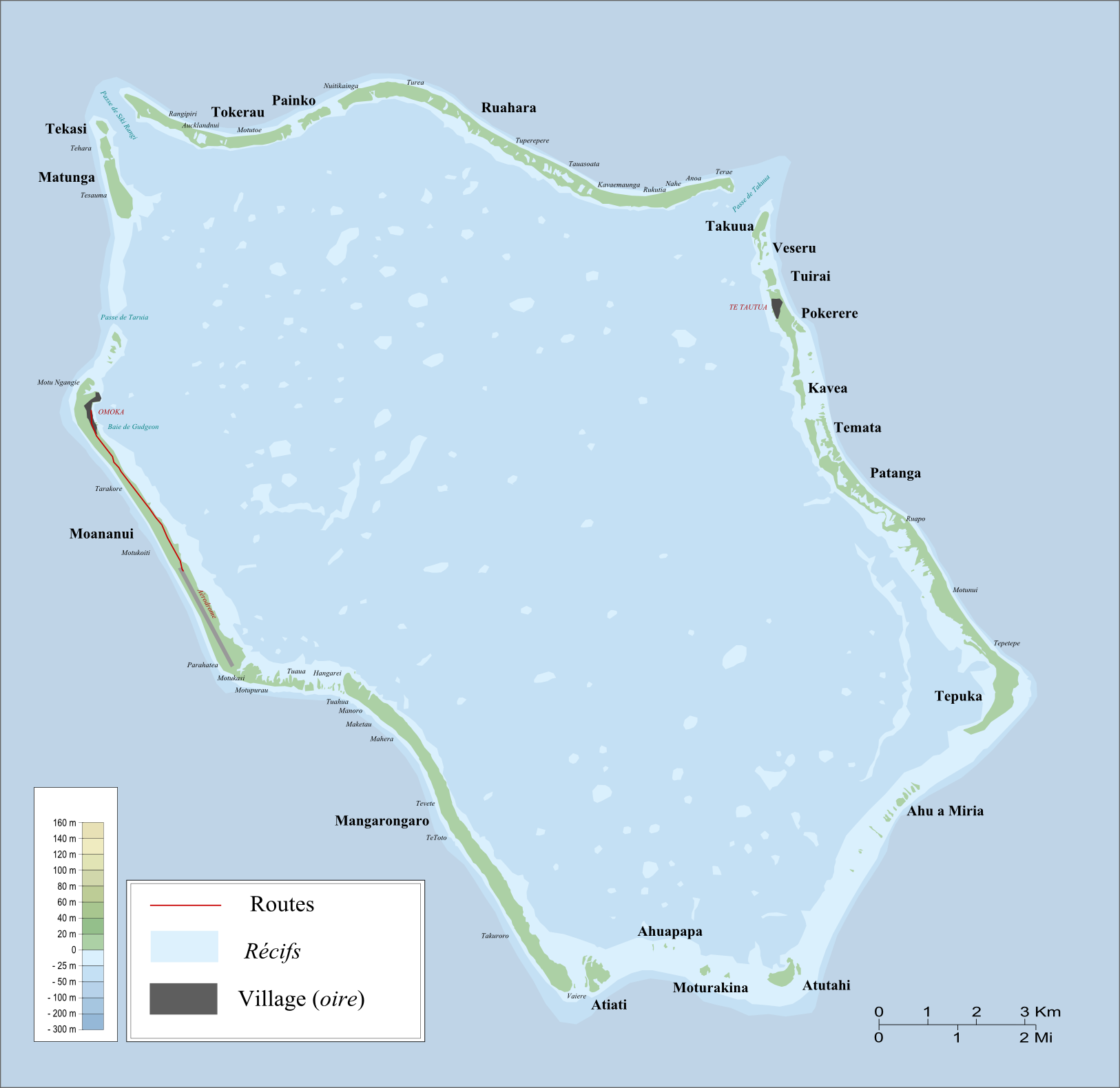
Bản đồ Penrhyn

Penrhyn là một đảo san hô vòng có chu vi chừng 77 km (48 mi), vây quanh một phá có diện tích khoảng 233 kilômét vuông (90 dặm vuông Anh). Đảo nằm trên núi lửa ngầm cao nhất quần đảo Cook, đạt 4.876 mét (15.997 ft) tính từ nền biển. Đảo này rất thấp, nơi cao nhất chưa tới 5 mét (16 ft) trên mực nước biển. Tổng diện tích là 9,84 kilômét vuông (3,80 dặm vuông Anh). Dân số theo thống kê 2001 là 351 người, tuột xuống còn 213 người trong thống kê 2011.

## Tên gọi
Tên gốc của Penrhyn là Tongareva. Nghiên cứu do Cook Islands Library and Museum (Bảo tàng và Thư viện quần đảo Cook) phát hành cho rằng có thể dịch tên này thành "Tonga trôi lửng lơ", "Tonga trên trời" hay "con đường từ phương nam". Tên thường gọi tiếng Anh là "Penrhyn" theo tên tàu Lady Penrhyn do thuyền trưởng William Crofton Sever chỉ huy từng băng ngang đảo vào ngày 8 tháng 8 năm 1788. Penrhyn nghĩa là "bán đảo" trong tiếng Wales. Một tên tiếng Anh khác là "Bennett Island".

## Dân cư

### Làng
Penrhyn có hai làng. Làng lớn tên Omoka, nơi đặt hội đồng đảo Penrhyn, nằm trên đảo con Moananui, rìa tây đảo san hô. Làng Te Tautua nằm trên đảo con Pokerekere (hay Pokerere, Tautua), bên rìa đông.
Cư dân trên đảo theo Kitô giáo, trong đó 92% theo Giáo hội quần đảo Cook, 8% còn lại theo Giáo hội Công giáo La Mã.